# Tweede Kamerverkiezingen 1998/Kandidatenlijst/Katholiek Politieke Partij
Dit is de kandidatenlijst voor de Tweede Kamerverkiezingen 1998 van de Katholiek Politieke Partij. De partij deed mee in alle kieskringen, behalve kieskring 2 (Leeuwarden).

## De lijst
1. Olaf van Boetzelaer - 575 stemmen
2. P.A.P. Houdijk - 51
3. A.F.J. Schrijer - 104
4. E.D. van der Vliet-Zakrzewska - 53
5. Th.J. van de Molengraft - 39
6. J.A. van Meeteren - 49
7. P.C. Maximus - 26
8. H.J. Kocken - 71
9. J.R.F. Peters - 51
10. P.C.J.G. Somerwil - 21
11. J.W.H. Scheeren - 34
12. J.M.E. van Gils - 193

PvdA · CDA · VVD · D66 · AOV/U55+ · GroenLinks · Centrumdemocraten · RPF · SGP · GPV · SP · Senioren 2000 · Natuurwetpartij · NCPN · De Groenen · Vrije Indische Partij · Idealisten/Jij · NMP · Nederland Mobiel · Katholiek Politieke Partij · Het Kiezers Collectief · NSOV